# Довгі проводи
«Довгі проводи» (рос. «Долгие проводы») — український радянський художній фільм режисера  Кіри Муратової. Був знятий в 1971 році, на екрани вийшов в 1987 році.
Займає 9-у позицію у списку 100 найкращих фільмів в історії українського кіно.

## Сюжет
Довгий час мати (Зінаїда Шарко) була зайнята лише своїм сином Сашком. З появою вільного часу в міру дорослішання сина, до неї став залицятися Микола Сергійович. Влітку син поїхав в гості до батька. Після повернення він став змінюватися. Мати розуміє, що син хоче виїхати, але їй не вистачає мудрості для правильної поведінки в ситуації, що складається …

## У ролях
- Зінаїда Шарко — Євгенія Василівна Устинова, мама Саші
- Олег Владимирський — Саша Устинов
- Юрій Каюров —  Микола Сергійович
- Світлана Кабанова
- Лідія Базильська
- Тетяна Мичко — Маша
- Лідія Драновська — Єлизавета Андріївна Виходцева
- Ігор Старков — член комісії у справах неповнолітніх
- Віктор Ільченко — Павло Костянтинович
- В епізодах: Марчелла Чеботаренко, Євген Коваленко, Г. Девятова, Микола Рожков, А. Маслаков, Андрій Борисенко, Софія Бельська, Олена Демченко, Н. Парфьонова, В. Стрижев, Олег Ємцев, Н. Вересова, Ян Левінзон та ін.
- Співає Ніна Серман

## Знімальна група
- Автори сценарію: Наталія Рязанцева
- Режисер-постановник: Кіра Муратова
- Оператор-постановник: Геннадій Карюк
- Режисер: Геннадій Тарасуль
- Художник-постановник: Енріке Родрігес
- Композитор: Олег Каравайчук
- Звукооператор: І. Скіндер
- Монтаж: Валентина Олійник
- Редактор: Людмила Донець
- Художник-декоратор: Євгенія Ліодт
- Художник по гриму: Л. Брашеван
- Художник по костюмах: Наталія Акімова
- Директор картини: Г. Коган

## Навколо фільму
- У списку «100 найкращих фільмів світу, знятих жінками» за 2019 рік, який був складений трьома сотнями кінокритиків з 84 країн світу, кінострічка «Довгі проводи» за кількістю голосів зайняла 59 місце.[1]

## Фестивалі, номінації та премії
- 1987 — Номінації на кінопремію «Ніка» (за 1987 рік)[2]
  - Найкращий ігровий фільм
  - Найкраща режисура (Кіра Муратова)
  - Найкраща операторська робота (Геннадій Карюк)
  - Найкраща жіноча роль (Зінаїда Шарко)
- 1987 — Всесоюзний кінофестиваль: Великий приз Кірі Муратовій[3]
- 1987 — Міжнародний кінофестиваль у Локарно: Приз FIPRESCI Кірі Муратовій[4]